# Hugh Ross Mackintosh
Hugh Ross Mackintosh (ur. 31 października 1870, zm. 8 czerwca 1936) – szkocki teolog i duchowny Kościoła Szkockiego.
Urodził w Paisley, gdzie jego ojciec zajmował się Gaelickim Wolnym Kościołem (Free Church Gaelic). Uczęszczał na uniwersytet w Edynburgu, po czym rozpoczął studia teologiczne na New College w Edynburgu. W celach naukowych odwiedził również Uniwersytet we Fryburgu, Uniwersytet w Halle oraz Uniwersytet w Marburgu, gdzie szczególnie zaprzyjaźnił się z Wilhelmem Herrmannem. Dogłębnie zapoznał się wówczas z niemiecką teologią protestancką tamtego czasu, sympatyzując z ruchem liberalnym. Szczególnie cenił dzieła Ritschla i Schleiermachera, do tłumaczenia których na język angielski starał się sam przyczyniać.
Był duchownym Wolnego Kościoła (Free Church) w Tayport w latach 1897–1901 oraz w Beechgrove w Aberdeen (U.F. Church) (1901–1904), zanim został profesorem teologii w New College (1904–1936). W 1932 wybrany generalnym moderatorem Kościoła Szkockiego. Zmarł 3 czerwca 1936.
Szczególne znaczenie mają jego prace z zakresu chrystologii poruszające zagadnienie kenozy Chrystusa.
Słynne powiedzenie Mackintosha brzmi: "Teologię tworzy się w Niemczech, psuje w Ameryce, a naprawia w Szkocji".

## Dzieła
- Not Slaves but Sons, Edynburg 1920
- The Experience of being Forgiven, Edynburg 1927
- The Doctrine of the Person of Jesus Christ, 1913
- The Person of Jesus Christ, 1912
- The Christian Experience of Forgiveness
- The Christian Apprehension of God
- The originality of the christian message, 1920